# Brodavis
Brodavis – rodzaj wymarłych, prawdopodobnie zdolnych do lotu ptaków z kladu Hesperornithes, jedyny rodzaj rodziny Brodavidae.
Do rodzaju zaliczono kilka gatunków, mianowicie: B. baileyi, B. americanus, B. mongoliensis oraz B. varneri. Ostatni z wymienionych był prawie dwa razy większy od swoich krewniaków. Został pierwotnie opisany w 2007 roku jako przedstawiciel rodzaju Baptornis, dopiero później wliczono go do nowego rodzaju, kiedy to opisano na podstawie skamieniałości kolejne gatunki (rok 2012). Mimo to sugeruje się, aby nie wliczano go do tego samego rodzaju, a jedynie do tej samej rodziny, co zostało poparte filogenetycznie.
Gatunkiem typowym wyznaczono B. americanus. Nazwa rodzajowa to połączenie Brod (od nazwiska Pierce′a Brodkorba, amerykańskiego ornitologia i paleontologa) oraz łac. avis – „ptak”.
B. mongoliensis i B. americanus istniały ok. 70 milionów lat temu, B. baileyi ok. 67–66 mln. lat temu, zaś B. varneri 81,5–80,5. Stąd skamieniałości trzech pierwszych gatunków są datowane na mastrycht, a ostatniego na kampan.
Szczątki B. americanus, B. mongoliensis i B. baileyi są ograniczone do uszkodzonych skoków i trochleae, zaś w przypadku B. varneri zachowane zostały części szkieletu pozaczaszkowego, dokładnie kręgi szyjne i piersiowe, miednica oraz prawie kompletna tylna kończyna.
W przeciwieństwie do swoich krewniaków B. varneri zamieszkiwał (jako jedyny) wyłącznie środowiska morskie, podczas gdy B. americanus i B. mongoliensis, odkryte kolejno w formacjach Hell Creek i Nemegt żyły na terenach środowisk słodkowodnych, co jest rzadko spotykaną preferencją habitatu u Hesperornithes. B. baileyi był ptakiem dwuśrodowiskowym, żyjącym w ekosystemach morskich i słodkowodnych. To Larry D. Martin w 1983 roku ogłosił istnienie słodkowodnego przedstawiciela kladu Hesperornithes, bazując na skoku odnalezionym w Wyoming.
Dzisiejsze nury (Gaviiformes) i perkozy (Podicipediformes) są przystosowane do nurkowania, ale ich ułożenie stóp sprawia, że ciężko im chodzić na lądzie, bądź nie potrafią wzbić się w powietrze. Hesperornithes prawdopodobnie nie potrafiły wstać, a tym bardziej chodzić, a ich sposób lokomocji mógł być podobny do tego spotykanego u dzisiejszych pingwinów (Sphenisciformes) oraz fok (Phocidae). Również i Brodavidae były przystosowane do nurkowania – tego samego typu co właśnie nury i perkozy (ang. foot-propelled diving). 
Pęknięcie skoku u holotypu B. mongoliensis i trochleae u B. baileyi ujawnia cienkie ściany badanych kości, co może być związane z wtórną zdolnością do lotu u tych gatunków. Zdolność ta była prawdopodobnie cechą wszystkich gatunków Brodavis. Przy czym już Nessov w 1992 roku przypuścił istnienie małych Hesperornithes zdolnych do lotu, występujących na terenie dzisiejszej Azji.
Pozycja filogenetyczna rodzaju Brodavis jest niepewna, sytuuje się go pomiędzy wczesnym Enaliornis a Pasquiaornis.